# Egyptisk dabbagam
Egyptisk dabbagam (Uromastyx aegyptia) är en ödleart som beskrevs av Peter Forsskål 1775. Den ingår i släktet dabbagamer i familjen agamer. IUCN kategoriserar arten globalt som sårbar.
Egyptisk dabbagam delas in i två underarter:
- U. a. microlepis - förekommer i Förenade arabemiraten
- U. a. aegyptia - förekommer i Libyen, Egypten (öster om Nilen), norra Saudiarabien, Oman, Irak, Iran, Syrien och Jordanien.

## Bildgalleri

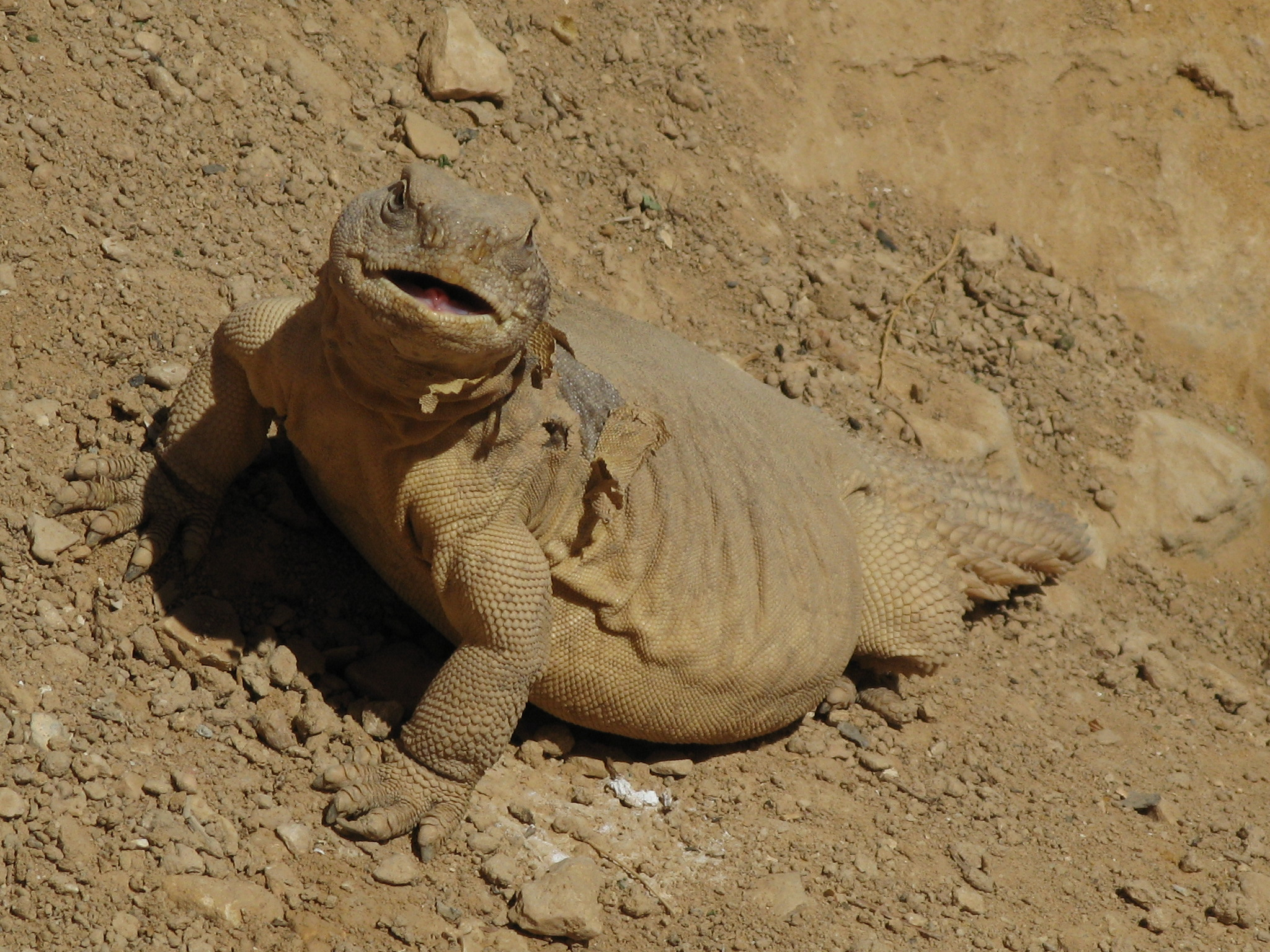
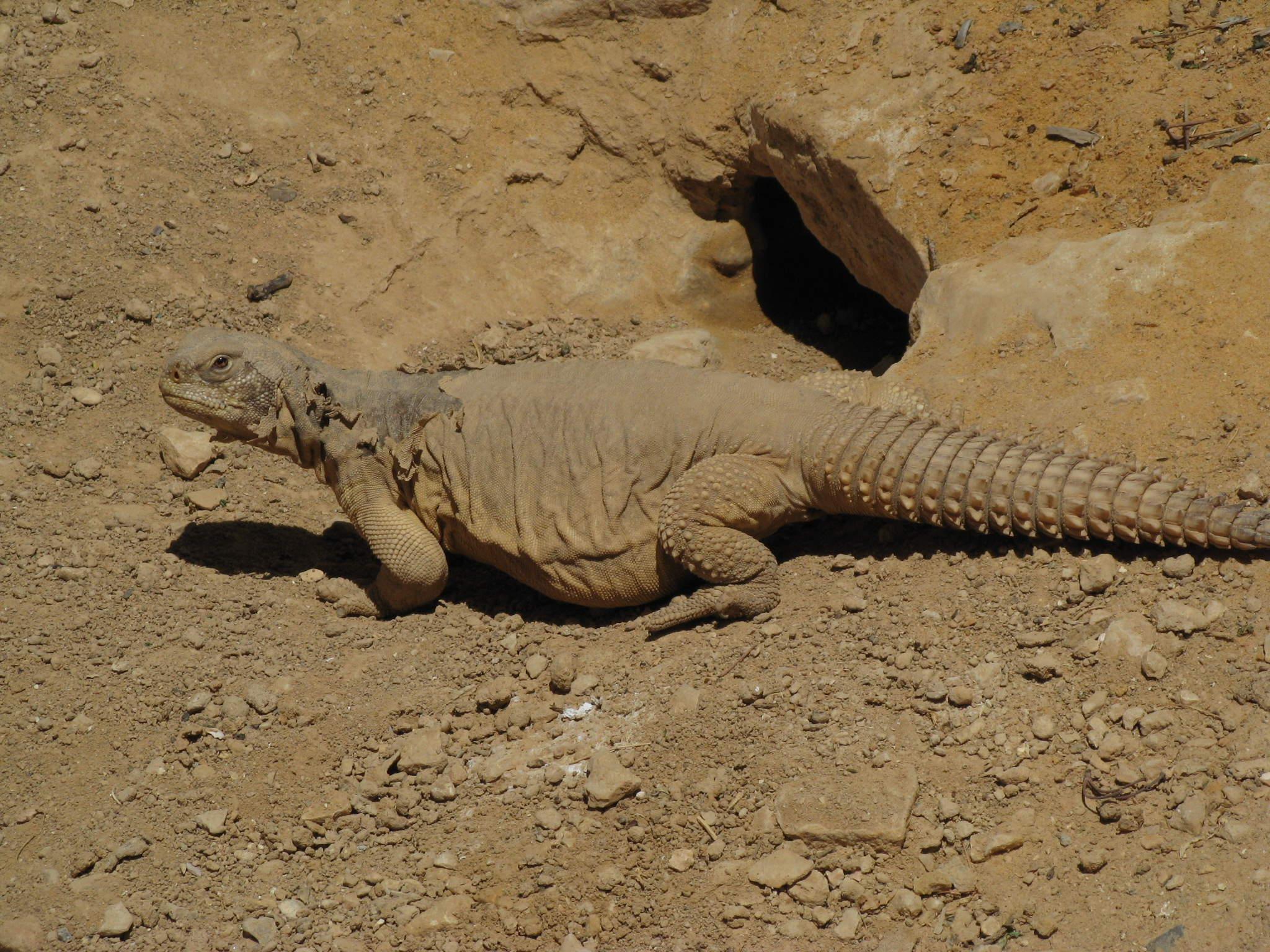
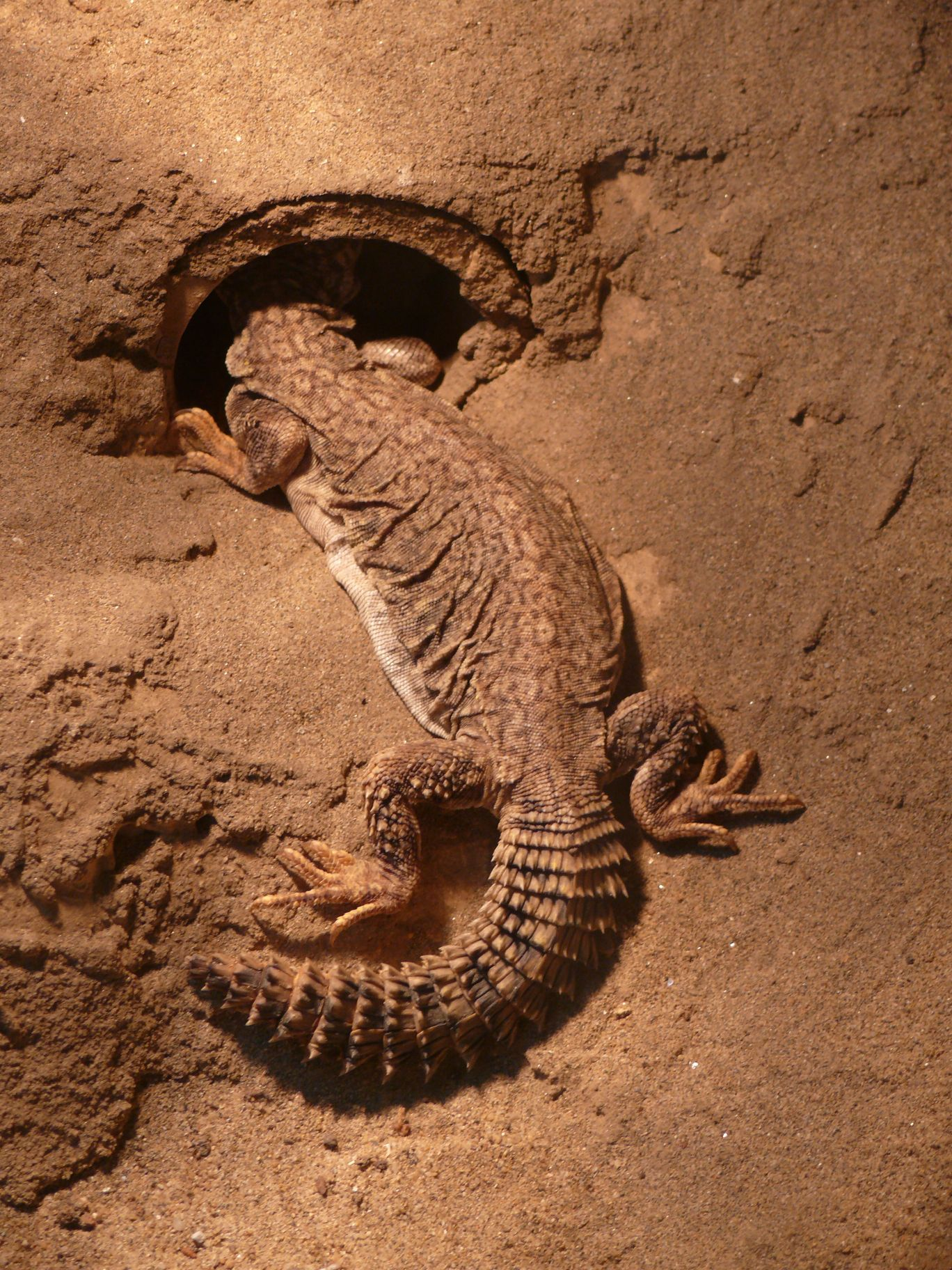
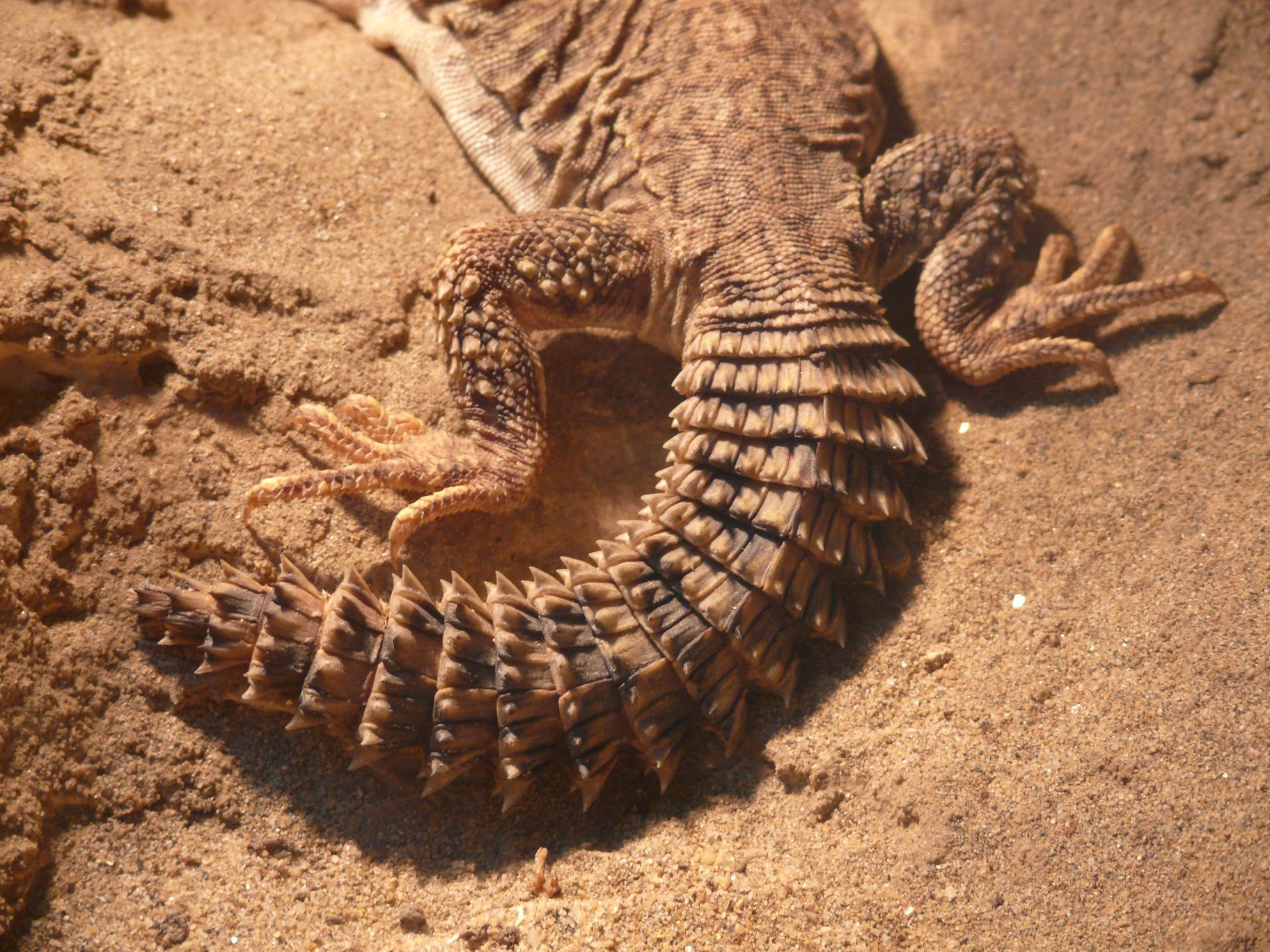